# Nikolaj Alexandrovič Semaško
Nikolaj Alexandrovič Semaško (rusky Николай Александрович Семашко; 20. září 1874 – 18. května 1949) byl sovětský politik a lékař.
Nikolaj Alexandrovič Semaško byl původním povoláním lékař. V politice byl výrazným představitelem sociálně demokratického hnutí a účastnil se celé řady revolučních akcí po světě. Nakonec se vrátil do Ruska, kde se věnoval péči o zdraví dělníků. Teoreticky budoval základy péče státu o zdraví lidu v studiích a článcích z oblasti sociální hygieny. Je autorem velkého medicínského slovníku, působil také jako univerzitní profesor v Moskvě. Je podle něj pojmenován model statutárního zdravotního pojištění, který je extrémní variantou tzv. Beveridgeova modelu financování zdravotnictví.